# كوكبة (عفرين)
كوكبة (بالكردية: Kokebê‏) هي قرية سوريّة تتبع إداريّاً لمحافظة حلب منطقة عفرين ناحية مركز عفرين. بلغ تعداد سكانها 173 نسمة حسب التعداد السكاني لعام 2004، و1392 نسمة حسب قيود السجل المدني لنهاية عام 2005.